# Määvli
Koordinaten: 58° 56′ N, 22° 43′ O
Määvli ist ein verlassenes Dorf (estnisch küla) in der Landgemeinde Hiiumaa (bis 2017: Landgemeinde Pühalepa). Es liegt auf der zweitgrößten estnischen Insel Hiiumaa (deutsch Dagö).

## Einwohnerschaft und Lage
Das Dorf liegt im Inneren der Insel Hiiumaa, neun Kilometer südwestlich der Inselhauptstadt Kärdla (deutsch Kertel).
Määvli (deutsch Maebli) hat heute keine Einwohner mehr (Stand 31. Dezember 2011).
Bekannt ist vor allem das abgelegene Moor von Määvli (Määvli raba), das von tiefen Wäldern umgeben ist. Im südlichen Teil des Moors entspringt der Fluss Nuutri (Nuutri jõgi).

## Geschichte
Nach dem Abschluss des deutsch-sowjetischen Nichtangriffspakts vom 23. August 1939 musste die Republik Estland, die der sowjetischen Interessensphäre zugeschlagen worden war, der Stationierung von Truppen der Roten Armee auf ihrem Territorium zustimmen. Am 19. Oktober 1939 trafen die ersten sowjetischen Militärs auf der Insel Hiiumaa ein.
Das Gebiet nahe dem Dorf Määvli war als Schießübungsplatz vorgesehen. Damals bestand der Ort aus vier Gehöften mit 34 Menschen. Am 15. Juli 1940 brach durch die Schieß- und Bombenabwurfübungen ein großer Waldbrand in dem Gebiet aus. Dreißig Quadratkilometer Forst wurden dabei vernichtet. Das Dorf musste aufgegeben werden.